# Bạc má rừng
Bạc má rừng hay bạc má mày vàng (danh pháp hai phần: Sylviparus modestus) là một loài chim trong họ Paridae. Nó được đặt trong chi đơn loài Sylviparus.
Loài chim này được tìm thấy tại Bhutan, Trung Quốc, Ấn Độ, Lào, Myanma, Nepal, Thái Lan và Việt Nam. Môi trường sinh sống tự nhiên của nó là các khu rừng ẩm ướt vùng đất thấp và miền núi nhiệt đới và cận nhiệt đới tới độ cao trong khoảng 500-3.000 m.

## Phân loại
Loài bạc má này trước đây từng được đặt trong chi Parus, nhưng dường như không có mối quan hệ gần với bất kỳ thành viên nào trong họ này; có thể có quan hệ gần gũi nhất với chim mào vàng (Melanochlora sultanea). Hành vi và bộ lông gợi ý về mối quan hệ gần (có thể) với họ Tước mào vàng (Regulidae), nhưng giọng hót, hành vi sinh sản, thức ăn và hình thái của mỏ và màu chân lại là điển hình cho họ Bạc má.

## Các phân loài
Theo Internet Bird Collection thì loài này chứa 3 phân loài như sau:
- S. m. klossi Delacour & Jabouille, 1930: Tây Nguyên Việt Nam (Đà Lạt)
- S. m. modestus E. Burton, 1836: Toàn vùng phân bố
- S. m. simlaensis Stuart Baker, 1917: tây bắc Himalaya, từ đông Kashmir tới bắc Ấn Độ tại Kumaon.